# اقیانوس کوه لغزان

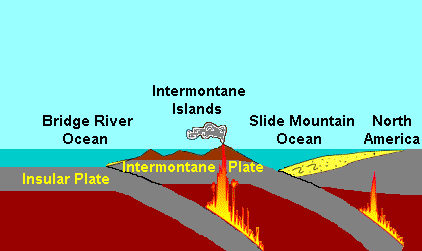
زمین‌ساخت صفحه‌ای قوس جزایر میان‌کوهی ۱۹۵ میلیون سال پیش

اقیانوس کوه لغزان (انگلیسی: Slide Mountain Ocean) یک اقیانوس باستانی بود که بین جزایر میان‌کوهی و آمریکای شمالی وجود داشت. این اقیانوس حدود ۲۴۵ میلیون سال پیش در دوره تریاس شکل گرفت. نام این اقیانوس از زمینگان کوه لغزان گرفته شده است که از سنگ‌های کف اقیانوس باستانی تشکیل شده است.
در کف اقیانوس کوه لغزان یک ناحیه فرورانش به نام درازگودال میان‌کوهی وجود داشت که در آن صفحه میان‌کوهی در حال فرورانش به زیر آمریکای شمالی بود. کف اقیانوس کوه لغزان به سمت حاشیه باستانی آمریکای شمالی رانده شد.